# Tiocetona

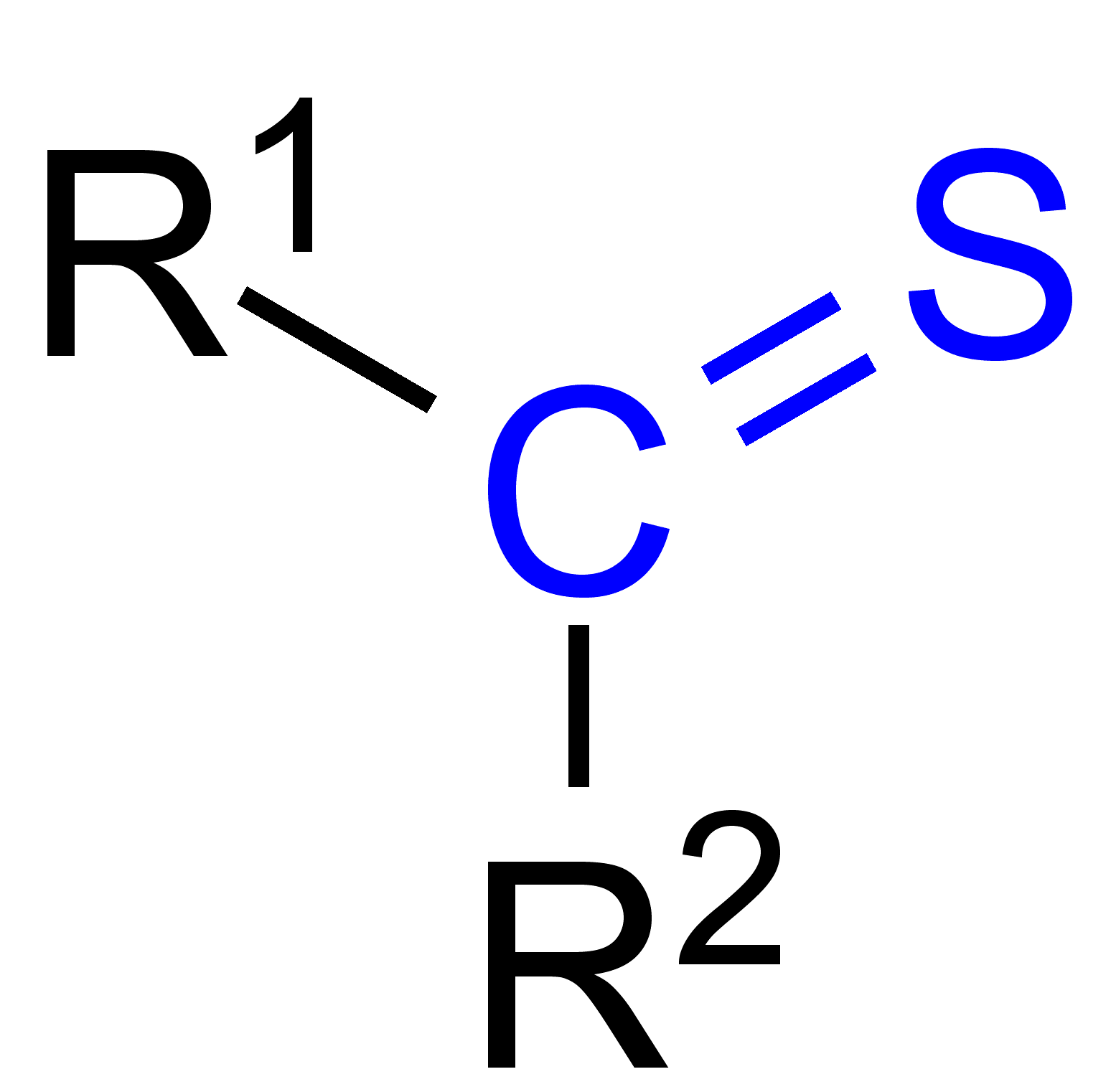
Estructura general de las tiocetonas.

Las tiocetonas son compuestos orgánicos relacionados con las cetonas convencionales. En vez de la fórmula R2C=O, las tiocetonas, o tionas como también son llamadas, tienen la fórmula R2C=S. Las tiocetonas no cubiertas estéricamente son típicamente inestables; tales compuestos tienden a formar polímeros o anillos.

## Métodos de preparación
Una aproximación para generar moléculas de tiocarbonilo implica tratar una cetona con reactivo de Lawesson. Otros métodos usan una mezcla de cloruro de hidrógeno con sulfuro de hidrógeno. También se ha utilizado sulfuro de bis(trimetilsililo).

## Tiobenzofenona, el prototipo

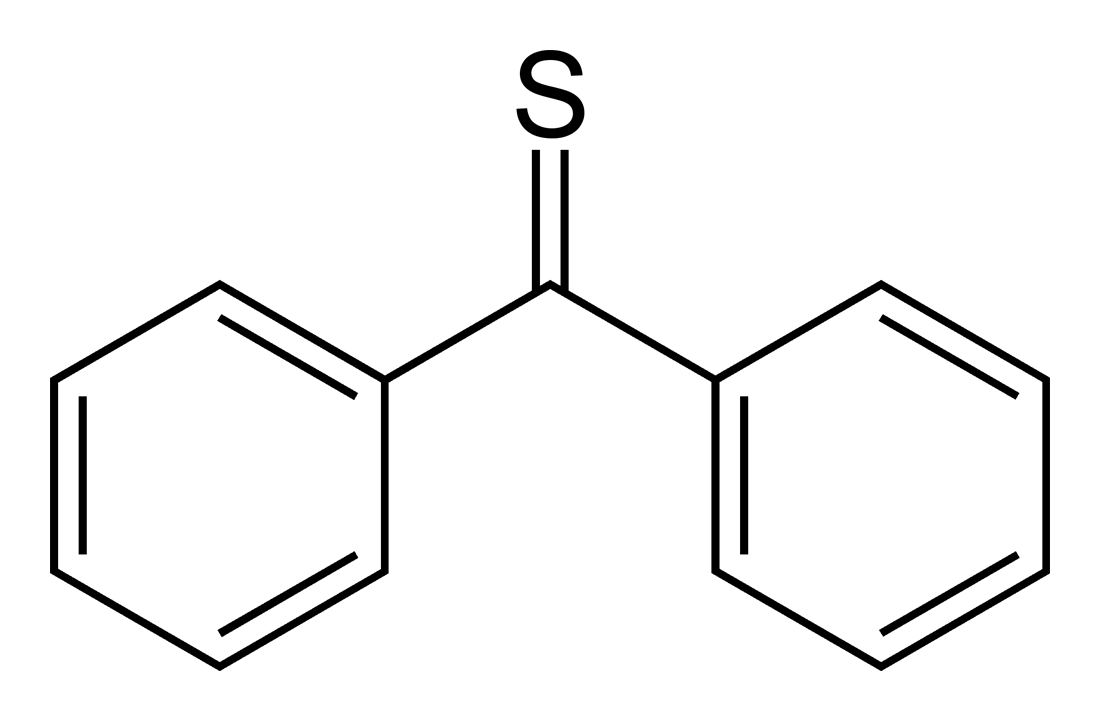
Fórmula esqueletal de la tiobenzofenona.

La tiobenzofenona, (C6H5)2CS, es un poco estable. Este compuesto de color azul profundo se disuelve rápidamente en solventes orgánicos. Se fotooxida en el aire a benzofenona y azufre. Desde el descubrimiento de la tiobenzofenona, el grupo Tokitoh ha preparado una diversidad de tionas relacionadas.

## Selenonas
Las versiones de selenio de las tiocetonas son menos estables que las tionas.  La selenobenzofenona se dimeriza reversiblemente. Se sabe que reacciona con 1,3-dienos en una reacción de Diels-Alder.